# Tlamaya, Hidalgo
Tlamaya är en ort i Mexiko.   Den ligger i kommunen Metztitlán och delstaten Hidalgo, i den sydöstra delen av landet, 120 km norr om huvudstaden Mexico City. Tlamaya ligger 1 518 meter över havet och antalet invånare är 129.
Terrängen runt Tlamaya är kuperad norrut, men söderut är den bergig. Tlamaya ligger nere i en dal. Runt Tlamaya är det ganska glesbefolkat, med 22 invånare per kvadratkilometer. Närmaste större samhälle är Santiago de Anaya, 18,7 km sydväst om Tlamaya. I omgivningarna runt Tlamaya växer huvudsakligen savannskog.